# Taurus KEPD 350

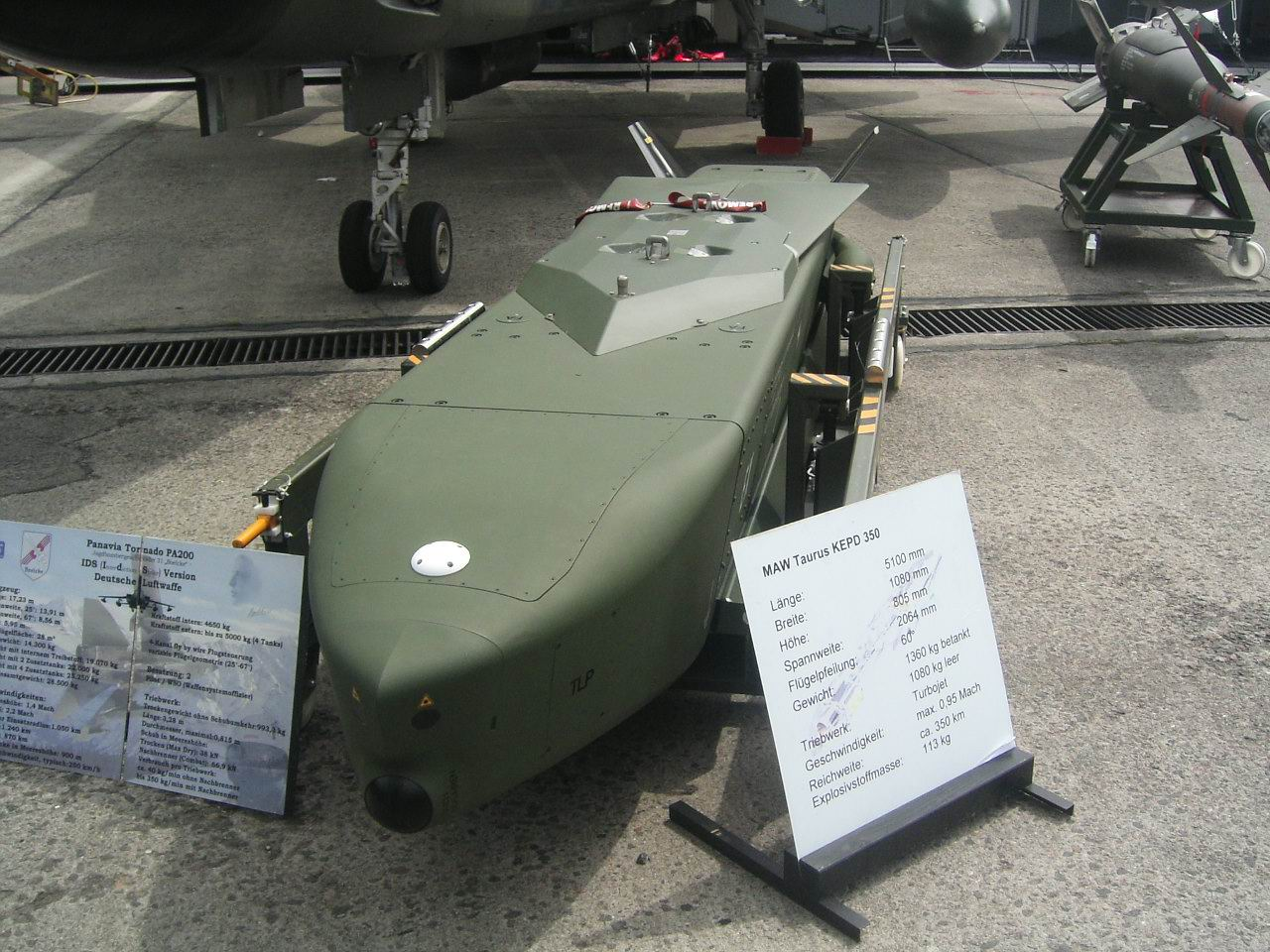
Een Taurus op de Internationale Luft- und Raumfahrtausstellung te Berlijn in 2006

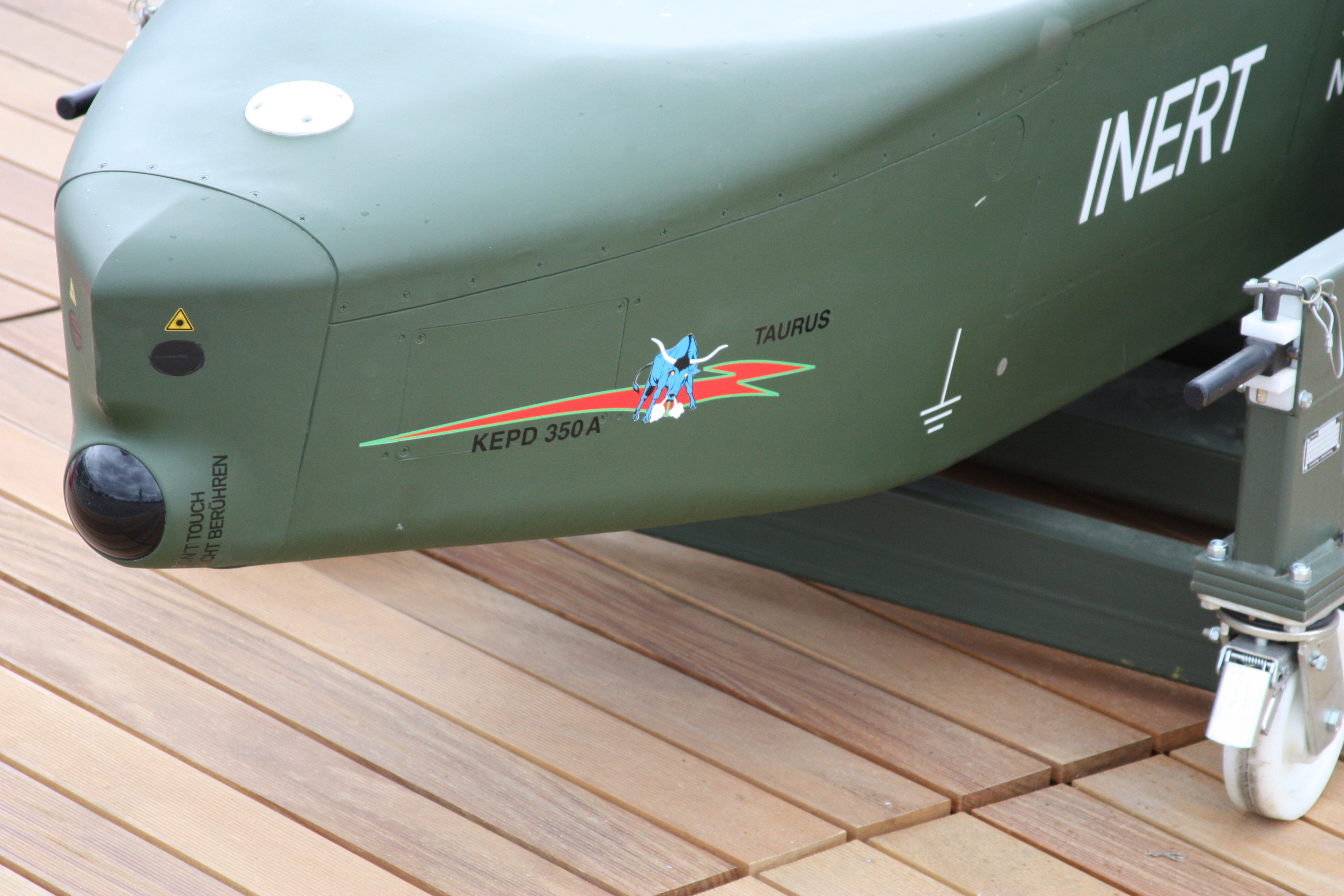
De laserafstandsmeter en de infraroodcamera in de neus

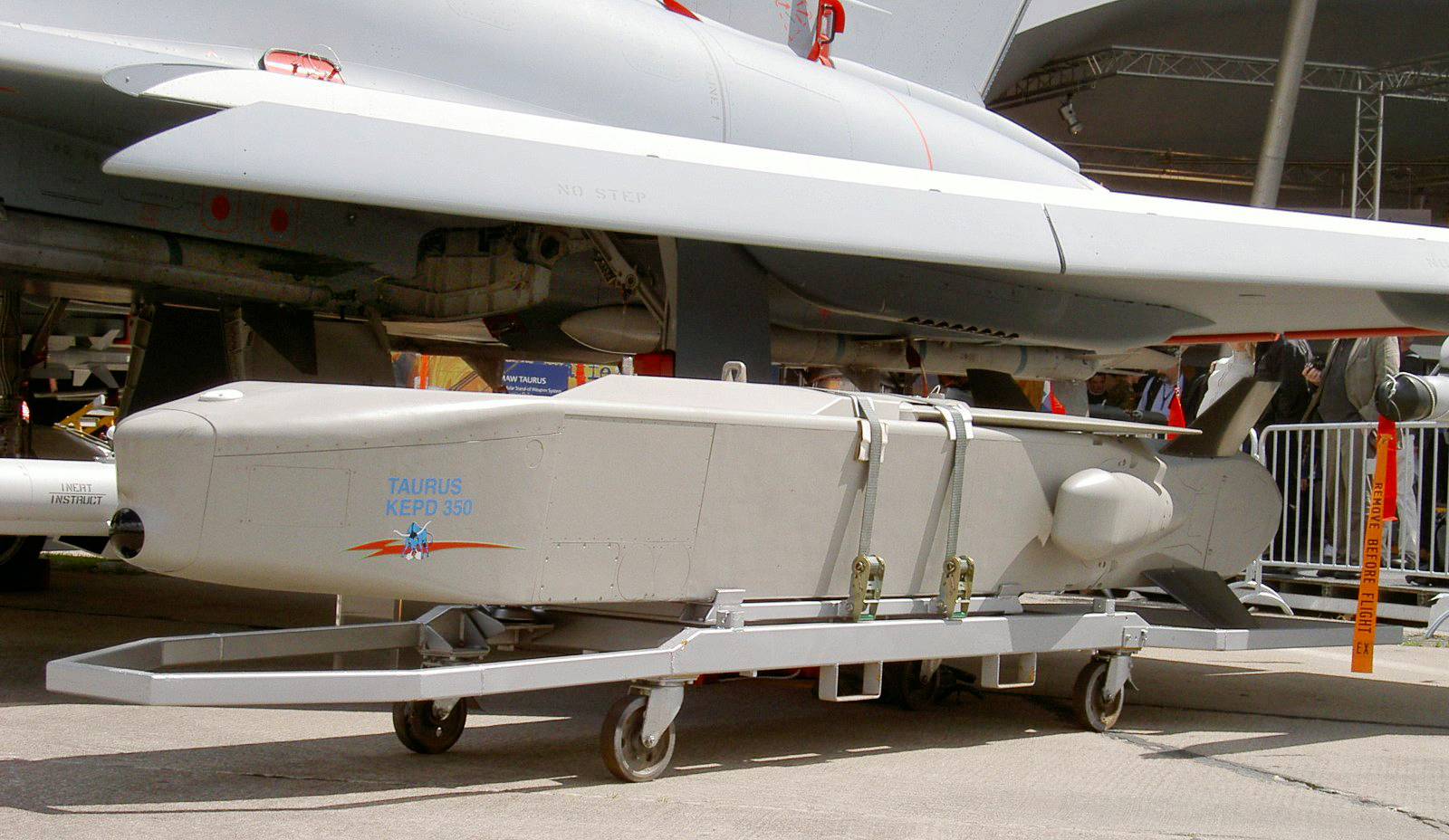
Een Taurus onder een Eurofighter Typhoon

De Taurus KEPD 350 (Target Adaptive Unitary and dispenser Robotic Ubiquity System - Kinetic Energy Penetrator and Destroyer; Taurus is Latijn voor stier) is een Duits-Zweeds kruisvluchtwapen met een bereik van 500 km, gelanceerd vanonder een een Panavia Tornado, Eurofighter Typhoon, Saab JAS 39 Gripen, F/A-18 Hornet of McDonnell Douglas F-15E Strike Eagle. Duitsland (Luftwaffe), Spanje en Zuid-Korea hebben de Taurus in hun arsenaal en Oekraïne wil deze daaraan toevoegen.

## Eigenschappen
Taurus Systems GmbH is een samenwerkingsverband van MBDA Deutschland GmbH voor 67% en Saab Bofors Dynamics voor 33%. De Taurus wordt in een bunker in Schrobenhausen geproduceerd.
Een turbofan van Williams International stuwt de Taurus voort tot snelheid Mach 0,95.
De Taurus bestaat uit aluminium, is 1400 kg zwaar, 5100 mm lang, 1080 mm breed, 805 mm hoog en heeft een spanwijdte van 2064 mm.
De springkop MEPHISTO (Multi-Effect Penetrator HIghly Sophisticated and Target Optimised) van 480 kg bevat twee trappen met holle lading en met een instelbare tijdsvertraging PIMPF (Programmable Intelligent Multi Purpose Fuze) van de detonatoren en kan zo Hard and Deeply Buried Targets (HDBT) zoals bunkers en shelters vernietigen.
Het doelwit, zijn eigenschappen en het pad ernaar toe worden geprogrammeerd.
Eens gelanceerd scheert het kruisvluchtwapen 50 m hoog onder de radar naar het doelwit. Nabij het doelwit klimt het kruisvluchtwapen omhoog en duikt dan naar zijn doelwit.
Het gebruikt daarbij een radiohoogtemeter, traagheidsnavigatie (INS), DSMAC Digital Scene Matching Area Correlator, IBN Image Based Navigation, TRN Terrain Referenced Navigation en GPS, een infraroodcamera uit indiumantimonide en een laserafstandsmeter en is door die verschillende systemen ongevoelig voor storingen. Er is ook een datalink in twee richtingen tussen de Taurus en het lancerende vliegtuig of een AWACS, zodat ook bewegende doelen aangevallen kunnen worden.

## Gebruikers

### Duitsland
Het Bundesamt für Wehrtechnik und Beschaffung heeft voor €570 miljoen 600 Taurus besteld voor de Panavia Tornado en Eurofighter Typhoon van hun Taktisches Luftwaffengeschwader 33 van de Luftwaffe te Büchel.
In maart 2004 heeft WTD61 met succes tests vanonder een Eurofighter Typhoon uitgevoerd  op de Overberg Toetsbaan bij Arniston.

### Spanje
Spanje heeft voor €60 miljoen 43 Taurus besteld voor hun F/A-18 Hornet en Eurofighter Typhoon en die zijn in augustus 2010 geleverd.
In mei 2009 hebben ze in Zuid-Afrika op de Overberg Toetsbaan bij Arniston
een test uitgevoerd vanonder een F/A-18 Hornet.

### Zuid-Korea
Zuid-Korea heeft 177 Taurus besteld in 2013, geleverd in 2016–2017, en nog eens 90 in 2018 voor levering in 2019–2020 voor hun McDonnell Douglas F-15E Strike Eagles en in oktober 2016 nog eens 90. Op 12 december 2016 werden de eerste 40 geleverd.
De variant KEPD 350K voor Zuid-Korea heeft een Rockwell Collins GPS-ontvanger met een  Selective Availability Anti-Spoofing Module (SAASM) om storing te voorkomen.
In oktober 2015 kondigde Taurus Systems GmbH een 4,5 m lange en 907 kg zware variant KEPD 350K-2 aan voor lancering vanonder de KAI T-50 Golden Eagle.
In december 2016 kondigde de Defense Acquisition Program Administration (DAPA) van Zuid-Korea de ontwikkeling aan van een kruisvluchtwapen op basis van de Taurus voor lancering vanonder de KAI KF-21 Boramae.

### Oekraïne
In mei 2023 verzocht Oekraïne het Duitse Bundesministerium der Verteidigung om Taurus.
In interviews in juni en juli 2023 zeiden zowel Bondskanselier Olaf Scholz en Minister van Defensie Boris Pistorius dat Duitsland Oekraïne geen Taurus zou leveren. In januari 2024 stemde de Bondsdag tegen levering van Taurus aan Oekraïne. In februari 2024 weigerden de Bondsdag en Bondskanselier Olaf Scholz nogmaals om Oekraïne Taurus te leveren.
In februari 2024 bespraken officieren van de Luftwaffe online op Cisco Webex een half uur hoe de Taurus aan Oekraïne geleverd kon worden om de Krimbrug aan te vallen. De Russische GROe heeft het gesprek afgeluisterd en gepubliceerd op RT.
Daarop volgde een publiek debat over Russische spionage in Duitsland en de Militärischer Abschirmdienst startte een onderzoek.